# Cynthia Bolingo
Cynthia Maduengele Bolingo Mbongo (Uccle, 12 de enero de 1993) es una deportista belga que compite en atletismo.
En los Juegos Europeos de Cracovia 2023 consiguió una medalla de bronce en el relevo 4 × 400 m mixto. Ganó una medalla de bronce en el Campeonato Europeo de Atletismo de 2024 y una medalla de plata en el Campeonato Europeo de Atletismo en Pista Cubierta de 2019.

## Palmarés internacional
| Juegos Europeos                      | Juegos Europeos       | Juegos Europeos   | Juegos Europeos |
| Año                                  | Lugar                 | Medalla           | Prueba          |
| ------------------------------------ | --------------------- | ----------------- | --------------- |
| 2023                                 | Chorzów (Polonia)     | Medalla de bronce | 4 × 400 m mixto |
| Campeonato Europeo                   |                       |                   |                 |
| Año                                  | Lugar                 | Medalla           | Prueba          |
| 2024                                 | Roma (Italia)         | Medalla de bronce | 4 × 400 m       |
| Campeonato Europeo en Pista Cubierta |                       |                   |                 |
| Año                                  | Lugar                 | Medalla           | Prueba          |
| 2019                                 | Glasgow (Reino Unido) | Medalla de plata  | 400 m           |